# Clear Lake (thị trấn), Wisconsin
Olympic
Clear Lake là một thị trấn thuộc quận Polk, tiểu bang Wisconsin, Hoa Kỳ. Năm 2010, dân số của thị trấn này là 869 người.